# Río Jandiatuba
El río Jandiatuba es un río amazónico brasileño, un afluente por la margen derecha del río Solimoes, que baña el estado de Amazonas. Tiene una longitud de unos 500 km.

## Geografía
El río Jandiatuba es un río de aguas claras, que nace en la parte sureste del territorio indígena del Vale do Javari. Discurre en dirección noreste, en un curso paralelo al del río Jutaí, al este. En su curso medio bordea por el este los territorios indígenas de Tikuna do Feijoal y Tikina-Sao Leopoldo.  
El río pasa discurre por una zona casi despoblada, sin que bañe ninguna localidad. Desemboca en el río Solimões a menos de 15 km aguas abajo de São Paulo de Olivença (27.607 hab. en 2004).